# Edgar Sampie
Edgar Esra Sampie (Ladouanie, 8 november 1992) is een Surinaams politicus namens de Algemene Bevrijdings- en Ontwikkelingspartij (ABOP). Hij was van 2014 tot 2017 lid van het Nationaal Jeugdparlement. Sinds de verkiezingen van 2020 is hij lid van De Nationale Assemblée (DNA).

## Biografie
Sampie is Saramaccaner, en komt uit het dorp Ladouanie in het district Sipaliwini. Hij spreekt vloeiend Nederlands, Engels, Saramaccaans, Sranantongo en Aukaans.
Hij was van 2014 tot 2017 lid van het Nationaal Jeugdparlement. In november 2017, ruim een jaar voor het bootdrama op de Coppename, maakte hij zich met mede-jeugdparlementslid Dinotha Vorswijk hard voor veiligere overtochten voor schoolkinderen over de rivieren. In 2018 had hij aan de jeugdambassadeursverkiezingen willen meedoen die niet doorgingen omdat het ministerie voor Sport- en Jeugdzaken en het Nationaal Jeugdparlement onenigheid hadden over de kandidatenlijst. Door de impasse liep Suriname uiteindelijk de voorzittersrol van een jaar bij de jongeren van de Caricom mis.
Sinds december 2016 is hij voorzitter van de Landelijke Studenten- en Scholierenbond (LSSB). De bond zou een overkoepeling moeten worden van alle studenten- en scholierenbonden, maar werd in tweede helft van 2018 non-actief.
Sinds 2014 is hij voorzitter van The Big 5 Foundation, een goededoelenorganisatie  die jongeren ondersteunt. De organisatie vangt onder meer jongeren op die naar Paramaribo komen, zoals voor studie. Daarnaast heeft zijn organisatie tweemaal achter elkaar een MTV Staying Alive Grant gewonnen waarmee in zes Surinaamse districten de strijd aangegaan wordt tegen hiv en voor voorbehoedsmiddelen. In 2018 was hij een uit vijf Surinamers die onderscheiden werd met de Dyadya sma fu Sranan.
Na zijn afscheid bij het jeugdparlement, sloot hij zich in september 2018 aan bij de Algemene Bevrijdings- en Ontwikkelingspartij (ABOP). Hier werd hij ondervoorzitter van het landelijke jongerenbestuur van de partij. Tijdens de verkiezingen van 2020 werd hij in het district Paramaribo gekozen tot lid van DNA. Sampie werd in april 2024 gekozen tot voorzitter van het Landelijk Jongerenbestuur van de ABOP.
Tijdens de verkiezingen van 2025 werd hij op nummer 5 van de lijst van ABOP herkozen als DNA-lid.